# Хаас, Алоиз (химик)
Алоиз Хаас (нем. Alois Haas; 3 января 1932, Черновицы — 31 марта 2023) — немецкий химик-неорганик, иностранный член НАН Украины (1994).

## Биография
В 1940 году переехал с родителями в Германию.
Образование:
- диплом в химической инженерии, Государственная инженерная школа Эссена (1955),
- доктор естественных наук — Технологический университет в Ахене (научный руководитель Мартин Шмайссер) (1960),
- доктор философии — Кембриджский университет (1962),
- хабилитация — Университет Гёттингена (1965) (научный руководитель Оскар Глемсер).

С 1965 года доцент, с 1968 года профессор Гёттингенского университета. С 1969 года профессор Рурского университета (Бохум), до эмеритирования (1997) — зав. кафедрой неорганической химии.
Область научных интересов — химия перфторорганических элементов (перфторгалогенные соединения; химия элементов основных групп; химия фтора; халькоген-азотные гетероциклы).
Почётный профессор Университета Тунцзи в Шанхае, Китай (1984), почётный доктор Ягеллонского университета в Кракове (1989), иностранный член Института исследований угля Общества Макса Планка в Мюльхайме, почётный доктор Новосибирского института органической химии СО РАН (30.11.1998) и Западного университета Тимишоары (13.10.1998). Член Королевского химического общества и Американского химического общества.
Иностранный член НАН Украины (1994).

## Сочинения
- Руководство по неорганическому синтезу : Пер. с нем.: В 6 т. Т.3. /[У. Гофман, В. Рюдорф, А. Хаас и др.]; Пер. Б. С. Захаровой и др. / Ред. Г. Брауэр. М. : Мир, 1985 669-1056с. : ил.
- Руководство по неорганическому синтезу. Том 4. Брауэр Г., Вайгель Ф., Кюнль Х., Ниман У., Пуфф Х., Сиверс Р., Хаас А., Хелмбрехт И., Эрлих П. Мир, Москва, 1985 г., 447 стр.
- Gmelin Handbook of Inorganic and Organometallic Chemistry — 8th Edition Element F F. Fluor. Fluorine (System-NR. 5) Ergdnzungsband 1-9 Perfluorhalogen. Dieter Koschel, Alois Haas, Edgar Rudolph, et al. 1981. Springer. 223 Pages.
- Herrmann Berwe, Alois Haas: Thiastannacyclohexane (R2SnS)3 und -adamantane (RSn)4S6 Synthesen, Eigenschaften und Strukturen. In: Chemische Berichte. Bd. 120, 1987, S. 1175—1182
- Michael R. C. Gerstenberger, Alois Haas: Fluorierungsmethoden in der Organischen Chemie. In: Angewandte Chemie. Bd. 93, 1981, S. 659—680
- F Perfluorohalogenoorgano Compounds of Main Group Elements: … Alois Haas, Dieter Koschel, Ulrich Niemann • 2013
- Towards perfunctionalized dodecahedranes--en route to C20 fullerene. Fabian Wahl 1, Andreas Weiler, Peter Landenberger, Emmerich Sackers, Torsten Voss, Alois Haas, Max Lieb, Dieter Hunkler, Jürgen Wörth, Lothar Knothe, Horst Prinzbach. Chemistry. 2006 Aug 16;12(24).

Список публикаций: https://portal.dnb.de/opac/simpleSearch?query=Alois+Haas+Chemie